# 4 Hours of Mugello 2024

Tor Mugello Circuit

4 Hours of Mugello 2024 – długodystansowy wyścig samochodowy, który odbył się 29 września 2024 roku na Mugello Circuit jako piąta runda sezonu 2024 serii European Le Mans Series.

## Uczestnicy
Lista startowa zawierała 43 zgłoszenia w 4 kategoriach – 14 w klasie LMP2, 8 w klasie LMP2 Pro/Am, 10 w klasie LMP3 oraz 11 w klasie LMGT3.
Patrick Pilet zastąpił Felipe Drugovicha w załodze #10 Vector Sport. Nick Yelloly dołączył na stałe do obsady auta #24 Nielsen Racing po zastąpieniu Alberta Costy podczas poprzedniej rundy. David Heinemeier Hansson opuścił ten wyścig i załoga #27 Nielsen Racing pojechała w składzie dwuosobowym – Benjamin Pedersen i Will Stevens. Nico Pino dołączył do obsady auta #28 IDEC Sport. Niels Koolen powrócił do ścigania w załodze #30 Duqueine Team. Georgios Kolovos i Raphaël Narac dołączyli do Tristana Vautiera w obsadzie załogi #19 Team Virage. Na pierwotnej liście startowej Matt Bell i Anthony Wells widnieli jako partnerzy Vautiera. Oliver Jarvis ponownie ścigał się za kierownicą auta #21 United Autosports po opuszczeniu poprzedniego wyścigu. Louis Stern dołączył do braci Lahaye w załodze #35 Ultimate. Jason Hart i Scott Noble zastąpili Phila Keena i Johna Hartshorne`a w obsadzie auta #66 JMW Motorsport. John Hartshorne ogłosił zakończenie kariery spowodowane stanem jego pleców po wypadku podczas poprzedniej rundy. Guilherme Oliveira dołączy do Alexandra Mattschulla i Wyatta Brichaceka w #4 DKR Engineering.

## Harmonogram
| Dzień                  | Godzina | Sesja                                   | Długość   |
| ---------------------- | ------- | --------------------------------------- | --------- |
| Piątek, 27 września    | 11:50   | Pierwsza sesja treningowa               | 90 minut  |
| Piątek, 27 września    | 16:20   | Sesja dla kierowców z brązową kategorią | 30 minut  |
| Sobota, 28 września    | 9:40    | Druga sesja treningowa                  | 90 minut  |
| Sobota, 28 września    | 14:10   | Sesja kwalifikacyjna - LMGT3            | 15 minut  |
| Sobota, 28 września    | 14:35   | Sesja kwalifikacyjna - LMP3             | 15 minut  |
| Sobota, 28 września    | 15:00   | Sesja kwalifikacyjna - LMP2 Pro/Am      | 15 minut  |
| Sobota, 28 września    | 15:25   | Sesja kwalifikacyjna - LMP2             | 15 minut  |
| Niedziela, 29 września | 11:30   | Wyścig                                  | 4 godziny |
| Źródło                 |         |                                         |           |

## Sesje treningowe
| Klasa                                   | Zespół                 | Samochód                      | Czas           | Okr.           |
| Sesja pierwsza                          | Sesja pierwsza         | Sesja pierwsza                | Sesja pierwsza | Sesja pierwsza |
| --------------------------------------- | ---------------------- | ----------------------------- | -------------- | -------------- |
| LMP2                                    | #65 Panis Racing       | Oreca 07                      | 1:34,687       | 36             |
| LMP2 Pro/Am                             | #20 Algarve Pro Racing | Oreca 07                      | 1:35,218       | 34             |
| LMP3                                    | #17 COOL Racing        | Ligier JS P320                | 1:42,337       | 28             |
| LMGT3                                   | #57 Kessel Racing      | Ferrari 296 LMGT3             | 1:46,583       | 34             |
| Sesja dla kierowców z brązową kategorią |                        |                               |                |                |
| LMP2 Pro/Am                             | #77 Proton Competition | Oreca 07                      | 2:04,441       | 7              |
| LMP3                                    | #8 Team Virage         | Ligier JS P320                | 2:09,150       | 8              |
| LMGT3                                   | #85 Iron Dames         | Porsche 911 GT3 R LMGT3 (992) | 2:11,357       | 9              |
| Sesja druga                             |                        |                               |                |                |
| LMP2                                    | #9 Iron Lynx – Proton  | Oreca 07                      | 1:33,803       | 45             |
| LMP2 Pro/Am                             | #24 Nielsen Racing     | Oreca 07                      | 1:34,699       | 43             |
| LMP3                                    | #8 Team Virage         | Ligier JS P320                | 1:44,215       | 41             |
| LMGT3                                   | #55 Spirit of Race     | Ferrari 296 LMGT3             | 1:46,903       | 40             |

## Kwalifikacje
Pole position w każdej kategorii oznaczone jest pogrubieniem.
| Poz.   | Klasa       | Zespół                        | Kierowca              | Czas     | Strata  | Poz. s. |
| ------ | ----------- | ----------------------------- | --------------------- | -------- | ------- | ------- |
| 1      | LMP2        | #9 Iron Lynx – Proton         | Matteo Cairoli        | 1:32,829 | —       | 1       |
| 2      | LMP2        | #65 Panis Racing              | Charles Milesi        | 1:32,866 | +0,037  | 2       |
| 3      | LMP2        | #25 Algarve Pro Racing        | Alexander Lynn        | 1:33,054 | +0,225  | 3       |
| 4      | LMP2        | #34 Inter Europol Competition | Oliver Gray           | 1:33,302 | +0,473  | 4       |
| 5      | LMP2        | #28 IDEC Sport                | Reshad de Gerus       | 1:33,309 | +0,480  | 5       |
| 6      | LMP2        | #14 AO by TF                  | Louis Delétraz        | 1:33,312 | +0,483  | 6       |
| 7      | LMP2        | #37 COOL Racing               | Malthe Jakobsen       | 1:33,497 | +0,668  | 7       |
| 8      | LMP2        | #22 United Autosports         | Benjamin Hanley       | 1:33,674 | +0,845  | 8       |
| 9      | LMP2        | #43 Inter Europol Competition | Tom Dillmann          | 1:33,859 | +1,030  | 9       |
| 10     | LMP2        | #47 COOL Racing               | Ferdinand Habsburg    | 1:33,889 | +1,060  | 10      |
| 11     | LMP2        | #27 Nielsen Racing            | William Stevens       | 1:34,407 | +1,578  | 11      |
| 12     | LMP2        | #30 Duqueine Team             | James Allen           | 1:35,466 | +2,637  | 12      |
| 13     | LMP2 Pro/Am | #77 Proton Competition        | Giorgio Roda          | 1:35,840 | +3,011  | 15      |
| 14     | LMP2 Pro/Am | #29 Richard Mille by TDS      | Rodrigo Sales         | 1:36,171 | +3,342  | 16      |
| 15     | LMP2 Pro/Am | #24 Nielsen Racing            | John Falb             | 1:36,861 | +4,032  | 17      |
| 16     | LMP2 Pro/Am | #19 Team Virage               | Georgios Kolovos      | 1:37,654 | +4,825  | 20      |
| 17     | LMP2 Pro/Am | #21 United Autosports         | Daniel Schneider      | 1:38,540 | +5,711  | 18      |
| 18     | LMP2 Pro/Am | #83 AF Corse                  | François Perrodo      | 1:39,008 | +6,179  | 19      |
| 19     | LMP2 Pro/Am | #20 Algarve Pro Racing        | Kriton Lendoudis      | 1:40,519 | +7,690  | 21      |
| 20     | LMP3        | #17 COOL Racing               | Manuel Espirito Santo | 1:41,083 | +8,254  | 23      |
| 21     | LMP3        | #4 DKR Engineering            | Wyatt Brichacek       | 1:41,545 | +8,716  | 24      |
| 22     | LMP3        | #88 Inter Europol Competition | Kai Askey             | 1:41,554 | +8,725  | 25      |
| 23     | LMP3        | #31 Racing Spirit of Léman    | Antoine Doquin        | 1:41,731 | +8,902  | 26      |
| 24     | LMP3        | #35 Ultimate                  | Jean-Baptiste Lahaye  | 1:41,841 | +9,012  | 27      |
| 25     | LMP3        | #12 WTM by Rinaldi Racing     | Oscar Tunjo           | 1:41,885 | +9,056  | 28      |
| 26     | LMP3        | #15 RLR MSport                | Gaël Julien           | 1:42,117 | +9,288  | 29      |
| 27     | LMP3        | #8 Team Virage                | Gillian Henrion       | 1:42,220 | +9,391  | 30      |
| 28     | LMP3        | #11 Eurointernational         | Adam Ali              | 1:42,795 | +9,966  | 31      |
| 29     | LMP2 Pro/Am | #3 DKR Engineering            | Andres Latorre Canon  | 1:42,992 | +10,163 | 22      |
| 30     | LMP3        | #5 RLR MSport                 | Daniel Ali            | 1:43,485 | +10,656 | 32      |
| 31     | LMP2        | #23 United Autosports         | Paul di Resta         | 1:45,874 | +13,045 | 13      |
| 32     | LMGT3       | #59 Racing Spirit of Léman    | Derek DeBoer          | 1:47,891 | +15,062 | 33      |
| 33     | LMGT3       | #85 Iron Dames                | Sarah Bovy            | 1:48,015 | +15,186 | 34      |
| 34     | LMGT3       | #97 Grid Motorsport by TF     | Martin Berry          | 1:48,091 | +15,262 | 35      |
| 35     | LMGT3       | #50 Formula Racing            | Johnny Laursen        | 1:48,190 | +15,361 | 36      |
| 36     | LMGT3       | #63 Iron Lynx                 | Hiroshi Hamaguchi     | 1:48,368 | +15,539 | 37      |
| 37     | LMGT3       | #66 JMW Motorsport            | Scott Noble           | 1:49,058 | +16,229 | 38      |
| 38     | LMGT3       | #51 AF Corse                  | Charles-Henri Samani  | 1:49,231 | +16,402 | 39      |
| 39     | LMGT3       | #57 Kessel Racing             | Takeshi Kimura        | 1:49,443 | +16,614 | 40      |
| 40     | LMGT3       | #86 GR Racing                 | Michael Wainwright    | 1:49,717 | +16,888 | 41      |
| 41     | LMGT3       | #55 Spirit of Race            | Duncan Cameron        | 1:50,382 | +17,553 | 42      |
| 42     | LMGT3       | #60 Proton Competition        | Claudio Schiavoni     | 1:51,498 | +18,669 | 43      |
| 43     | LMP2        | #10 Vector Sport              | —                     | —        | —       | 14      |
| Źródła |             |                               |                       |          |         |         |

1. ↑  Załoga #19 Team Virage została ukarana za niebezpieczny powrót na tor podczas sesji kwalifikacyjnej. W ramach kary jej auto zostało przesunięte o dwa miejsca na starcie wyścigu[17].
2. ↑  Załoga #10 Vector Sport została ukarana odebraniem wszystkich okrążeń za spowodowanie czerwonej flagi w sesji kwalifikacyjnej. Załoga została dopuszczona przez sędziów do startu w wyścigu z końca stawki klasy LMP2, a najszybszy kierowca tego auta został zobligowany do rozpoczęcia wyścigu[16].

## Wyścig

### Wyniki
Minimum do bycia sklasyfikowanym (70 procent dystansu pokonanego przez zwycięzców wyścigu) wyniosło 79 okrążeń. Zwycięzcy klas są oznaczeni pogrubieniem.
| Poz.              | Klasa                  | Zespół                                                  | Kierowcy                                                | Samochód                       | Opony | Okr. | Czas/Strata  |
| ----------------- | ---------------------- | ------------------------------------------------------- | ------------------------------------------------------- | ------------------------------ | ----- | ---- | ------------ |
| 1                 | LMP2                   | #9 Iron Lynx – Proton                                   | Jonas Ried Macéo Capietto Matteo Cairoli                | Oreca 07                       | G     | 114  | 4:20:02,008  |
| 2                 | LMP2                   | #25 Algarve Pro Racing                                  | Matthias Kaiser Olli Caldwell Alexander Lynn            | Oreca 07                       | G     | 114  | +6,580       |
| 3                 | LMP2                   | #34 Inter Europol Competition                           | Oliver Gray Clément Novalak Luca Ghiotto                | Oreca 07                       | G     | 114  | +28,308      |
| 4                 | LMP2                   | #65 Panis Racing                                        | Manuel Maldonado Charles Milesi Arthur Leclerc          | Oreca 07                       | G     | 114  | +40,703      |
| 5                 | LMP2                   | #14 AO by TF                                            | Jonny Edgar Louis Delétraz Robert Kubica                | Oreca 07                       | G     | 114  | +43,196      |
| 6                 | LMP2                   | #23 United Autosports                                   | Bijoy Garg Fabio Scherer Paul di Resta                  | Oreca 07                       | G     | 114  | +47,218      |
| 7                 | LMP2                   | #43 Inter Europol Competition                           | Sebastián Álvarez Władisław Łomko Tom Dillmann          | Oreca 07                       | G     | 114  | +50,048      |
| 8                 | LMP2 Pro/Am            | #29 Richard Mille by TDS                                | Rodrigo Sales Mathias Beche Grégoire Saucy              | Oreca 07                       | G     | 114  | +51,579      |
| 9                 | LMP2                   | #30 Duqueine Team                                       | Niels Koolen Jean-Baptiste Simmenauer James Allen       | Oreca 07                       | G     | 114  | +1:01,259    |
| 10                | LMP2 Pro/Am            | #20 Algarve Pro Racing                                  | Kriton Lendoudis Richard Bradley Alex Quinn             | Oreca 07                       | G     | 114  | +1:02,888    |
| 11                | LMP2 Pro/Am            | #77 Proton Competition                                  | Giorgio Roda René Binder Bent Viscaal                   | Oreca 07                       | G     | 114  | +1:16,347    |
| 12                | LMP2 Pro/Am            | #21 United Autosports                                   | Daniel Schneider Andrew Meyrick Oliver Jarvis           | Oreca 07                       | G     | 114  | +1:18,825    |
| 13                | LMP2                   | #37 COOL Racing                                         | Lorenzo Fluxá Malthe Jakobsen Ritomo Miyata             | Oreca 07                       | G     | 114  | +1:18,943    |
| 14                | LMP2 Pro/Am            | #24 Nielsen Racing                                      | John Falb Colin Noble Nicholas Yelloly                  | Oreca 07                       | G     | 114  | +1:20,450    |
| 15                | LMP2 Pro/Am            | #19 Team Virage                                         | Georgios Kolovos Raphaël Narac Tristan Vautier          | Oreca 07                       | G     | 114  | +1:24,806    |
| 16                | LMP2                   | #27 Nielsen Racing                                      | Benjamin Pedersen William Stevens                       | Oreca 07                       | G     | 114  | +1:25,477    |
| 17                | LMP2                   | #22 United Autosports                                   | Filip Ugran Marino Satō Benjamin Hanley                 | Oreca 07                       | G     | 114  | +1:27,070    |
| 18                | LMP2 Pro/Am            | #83 AF Corse                                            | François Perrodo Matthieu Vaxivière Alessio Rovera      | Oreca 07                       | G     | 113  | +1 okrążenie |
| 19                | LMP2                   | #10 Vector Sport                                        | Ryan Cullen Stéphane Richelmi Patrick Pilet             | Oreca 07                       | G     | 110  | +4 okrążenia |
| 20                | LMP3                   | #8 Team Virage                                          | Julien Gerbi Bernardo Pinheiro Gillian Henrion          | Ligier JS P320                 | M     | 110  | +4 okrążenia |
| 21                | LMP3                   | #15 RLR MSport                                          | Michael Jensen Nick Adcock Gaël Julien                  | Ligier JS P320                 | M     | 110  | +4 okrążenia |
| 22                | LMP3                   | #88 Inter Europol Competition                           | Aleksander Buchańcow Kai Askey Pedro Perino             | Ligier JS P320                 | M     | 109  | +5 okrążeń   |
| 23                | LMP3                   | #31 Racing Spirit of Léman                              | Jacques Wolff Jean-Ludovic Foubert Antoine Doquin       | Ligier JS P320                 | M     | 109  | +5 okrążeń   |
| 24                | LMP3                   | #35 Ultimate                                            | Louis Stern Jean-Baptiste Lahaye Matthieu Lahaye        | Ligier JS P320                 | M     | 109  | +5 okrążeń   |
| 25                | LMP3                   | #12 WTM by Rinaldi Racing                               | Torsten Kratz Leonard Weiss Oscar Tunjo                 | Duqueine M30 – D08             | M     | 109  | +5 okrążeń   |
| 26                | LMP3                   | #11 Eurointernational                                   | Matthew Richard Bell Adam Ali                           | Ligier JS P320                 | M     | 109  | +5 okrążeń   |
| 27                | LMP3                   | #5 RLR MSport                                           | James Dayson Daniel Ali Bailey Voisin                   | Ligier JS P320                 | M     | 108  | +6 okrążeń   |
| 28                | LMGT3                  | #57 Kessel Racing                                       | Takeshi Kimura Esteban Masson Daniel Serra              | Ferrari 296 LMGT3              | G     | 107  | +7 okrążeń   |
| 29                | LMGT3                  | #97 Grid Motorsport by TF                               | Martin Berry Lorcan Hanafin Jonathan Adam               | Aston Martin Vantage AMR LMGT3 | G     | 107  | +7 okrążeń   |
| 30                | LMGT3                  | #50 Formula Racing                                      | Johnny Laursen Conrad Laursen Nicklas Nielsen           | Ferrari 296 LMGT3              | G     | 107  | +7 okrążeń   |
| 31                | LMGT3                  | #51 AF Corse                                            | Charles-Henri Samani Emmanuel Collard Nicolás Varrone   | Ferrari 296 LMGT3              | G     | 107  | +7 okrążeń   |
| 32                | LMGT3                  | #59 Racing Spirit of Léman                              | Derek DeBoer Casper Stevenson Valentin Hasse-Clot       | Aston Martin Vantage AMR LMGT3 | G     | 107  | +7 okrążeń   |
| 33                | LMGT3                  | #66 JMW Motorsport                                      | Scott Noble Jason Hart Ben Tuck                         | Ferrari 296 LMGT3              | G     | 107  | +7 okrążeń   |
| 34                | LMGT3                  | #85 Iron Dames                                          | Sarah Bovy Rahel Frey Michelle Gatting                  | Porsche 911 GT3 R LMGT3 (992)  | G     | 107  | +7 okrążeń   |
| 35                | LMGT3                  | #86 GR Racing                                           | Michael Wainwright Riccardo Pera Davide Rigon           | Ferrari 296 LMGT3              | G     | 106  | +8 okrążeń   |
| 36                | LMGT3                  | #63 Iron Lynx                                           | Hiroshi Hamaguchi Axcil Jefferies Andrea Caldarelli     | Lamborghini Huracán LMGT3 Evo2 | G     | 105  | +9 okrążeń   |
| 37                | LMP2                   | #47 COOL Racing                                         | Carl Bennett Ferdinand Habsburg Frederik Vesti          | Oreca 07                       | G     | 85   | +29 okrążeń  |
| Niesklasyfikowani |                        |                                                         |                                                         |                                |       |      |              |
|                   | LMP3                   | #4 DKR Engineering                                      | Alexander Mattschull Wyatt Brichacek Guilherme Oliveira | Duqueine M30 – D08             | M     | 69   |              |
| LMP3              | #17 COOL Racing        | Miguel Cristóvão Cédric Oltramare Manuel Espirito Santo | Ligier JS P320                                          | M                              | 68    |      |              |
| LMGT3             | #60 Proton Competition | Claudio Schiavoni Matteo Cressoni Julien Andlauer       | Porsche 911 GT3 R LMGT3 (992)                           | G                              | 60    |      |              |
| LMP2              | #28 IDEC Sport         | Nico Pino Reshad de Gerus Job van Uitert                | Oreca 07                                                | G                              | 50    |      |              |
| LMGT3             | #55 Spirit of Race     | Duncan Cameron David Perel Matthew Griffin              | Ferrari 296 LMGT3                                       | G                              | 46    |      |              |
| LMP2 Pro/Am       | #3 DKR Engineering     | Andres Latorre Canon Cem Bölükbaşı Laurents Hörr        | Oreca 07                                                | G                              | 6     |      |              |

1. ↑  Pedro Perino nie wypełnił minimalnego czasu jazdy do zdobycia punktów[19].
2. ↑  Matthieu Lahaye nie wypełnił minimalnego czasu jazdy do zdobycia punktów[21].
3. ↑  Załoga #85 Iron Dames została ukara za spowodowanie kolizji z autem #60 Proton Competition. Karę przejazdu przez aleję serwisową sędziowie zamienili na karę czasową w wysokości 30 sekund[20].
4. ↑  Załoga #47 COOL Racing została ukarana za niewypełnienie minimalnego czasu jazdy przez Ferdinanda Habsburga. Załodze odjęto 21 okrążeń z liczby pokonanych oraz dodano 1 minutę i 31 sekund do czasu, w którym pokonała wyścig[22].

### Statystyki

#### Najszybsze okrążenie
| Klasa       | Kierowca           | Zespół                    | Czas     | Okr. |
| ----------- | ------------------ | ------------------------- | -------- | ---- |
| LMP2        | Matteo Cairoli     | #9 Iron Lynx – Proton     | 1:34.882 | 79   |
| LMP2 Pro/Am | Matthieu Vaxivière | #83 AF Corse              | 1:35.814 | 82   |
| LMP3        | Oscar Tunjo        | #12 WTM by Rinaldi Racing | 1:44.670 | 77   |
| LMGT3       | Nicolás Varrone    | #51 AF Corse              | 1:47.609 | 87   |
| Źródło      |                    |                           |          |      |